# Ulysses Mercur

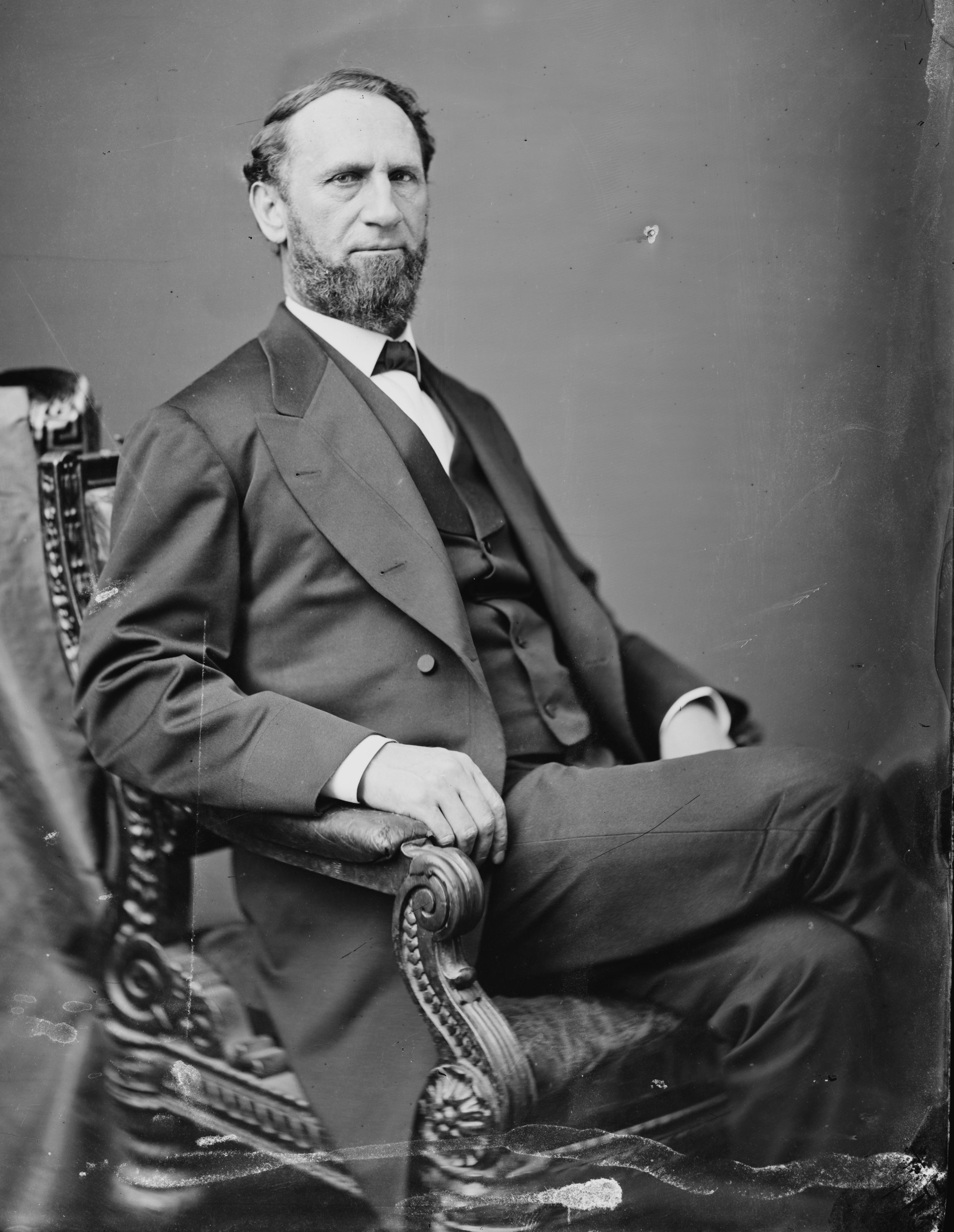
Ulysses Mercur

Ulysses Mercur (* 12. August 1818 in Towanda, Bradford County, Pennsylvania; † 6. Juni 1887 in Wallingford, Pennsylvania) war ein US-amerikanischer Jurist und Politiker. Zwischen 1865 und 1872 vertrat er den Bundesstaat Pennsylvania im US-Repräsentantenhaus.

## Werdegang
Ulysses Mercur genoss eine klassische Ausbildung. Im Jahr 1842 absolvierte er das Jefferson College in Canonsburg. Nach einem anschließenden Jurastudium und seiner 1843 erfolgten Zulassung als Rechtsanwalt begann er in Towanda in diesem Beruf zu arbeiten. Später schlug er als Mitglied der 1854 gegründeten Republikanischen Partei eine politische Laufbahn ein. Im Juni 1856 nahm er als Delegierter an der ersten Republican National Convention in Philadelphia teil, auf der John C. Frémont als Präsidentschaftskandidat nominiert wurde. Zwischen 1861 und 1865 war er Vorsitzender Richter im 13. Gerichtsbezirk von Pennsylvania.
Bei den Kongresswahlen des Jahres 1864 wurde Mercur im 13. Wahlbezirk von Pennsylvania in das US-Repräsentantenhaus in Washington, D.C. gewählt, wo er am 4. März 1865 die Nachfolge von Henry Wells Tracy antrat. Nach drei Wiederwahlen konnte er bis zu seinem Rücktritt am 2. Dezember 1872 im Kongress verbleiben. Im April 1865 endete der Bürgerkrieg. Zwischen 1865 und 1869 war die Arbeit des Kongresses von den Spannungen zwischen den Republikanern und Präsident Andrew Johnson belastet, die in einem nur knapp gescheiterten Amtsenthebungsverfahren gipfelten. Während Mercurs Zeit als Kongressabgeordneter wurden der 13., der 14. und der 15. Verfassungszusatz ratifiziert. Seit 1871 leitete er den Ausschuss für private Landansprüche.
Mercurs Rücktritt im Dezember 1872 erfolgte nach seiner Berufung zum Richter am Supreme Court of Pennsylvania. Seit 1883 führte er bis zu seinem Tod den Vorsitz dieses Gerichtes. Er starb am 6. Juni 1887 in Wallingford und wurde in seinem Geburtsort Towanda beigesetzt.